# Buffalo Soldier

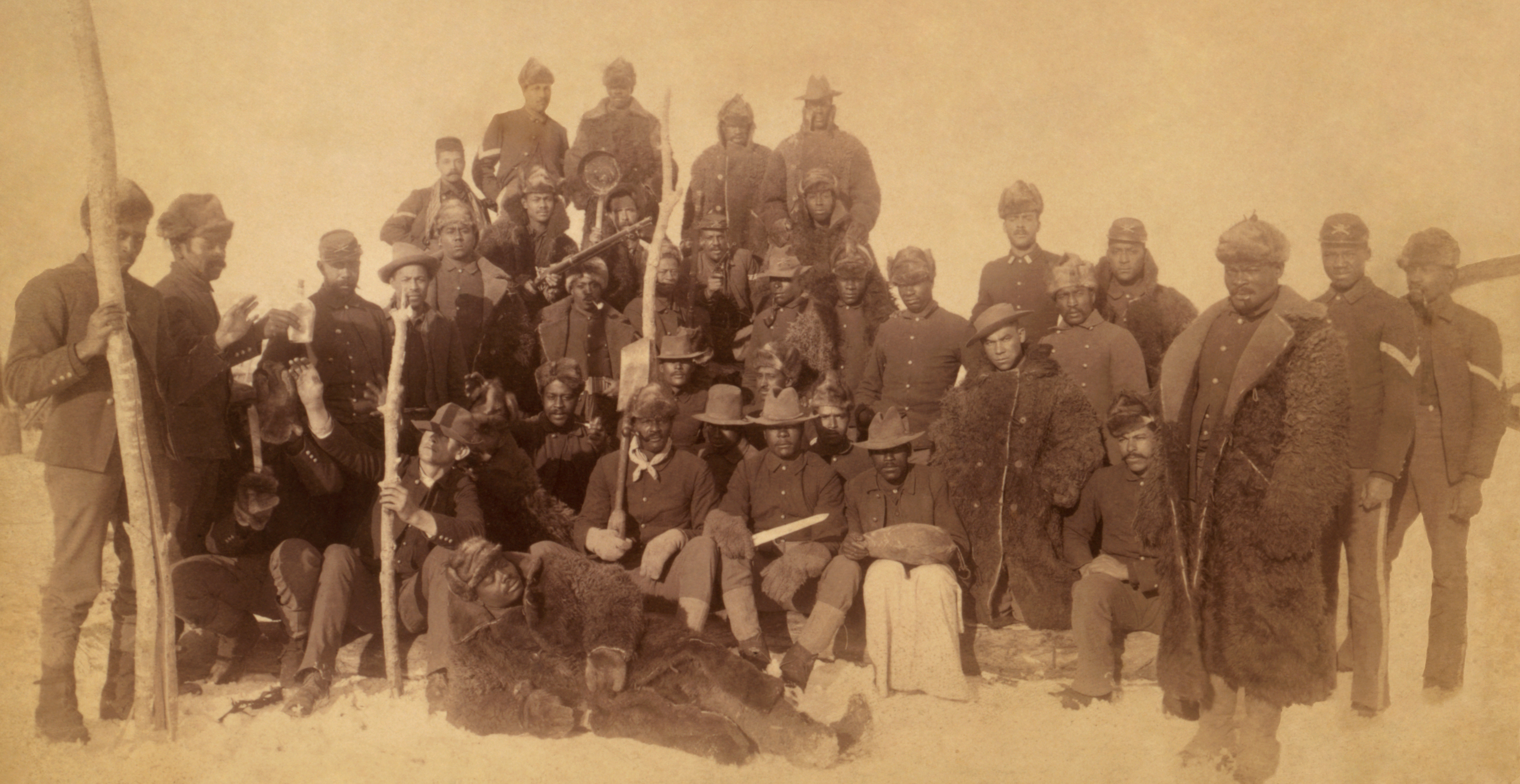
Buffalo Soldiers do 25° Regimento de Infantaria, 1890.

Buffalo Soldiers originalmente eram membros do 10º Regimento de Cavalaria do Exército dos Estados Unidos, formado em 21 de setembro de 1866 em Fort Leavenworth, Kansas.
O apelido foi dado à "Cavalaria Negra" pelas tribos nativas americanas com quem eles lutaram; posteriormente, o termo se tornou sinônimo para todos os regimentos de afro-americanos formados em 1866:
- 9° Regimento de Cavalaria
- 10° Regimento de Cavalaria
- 24° Regimento de Infantaria
- 25° Regimento de Infantaria

Apesar de vários regimentos afro-americanos terem sido convocados durante a Guerra Civil para lutar ao lado do Exército da União (incluindo o 54º Infantaria de Voluntários de Massachusetts e os muitos regimentos United States Colored Troops), os "Buffalo Soldiers" foram criados pelo Congresso como os primeiros regimentos em tempo de paz formados somente por negros no exército regular dos Estados Unidos.
Em 6 de setembro de 2005, Mark Matthews, que era o mais antigo Buffalo Soldier vivo, morreu na idade de 111 anos. Foi sepultado no Cemitério Nacional de Arlington.

## Etimologia
Fontes discordam sobre a forma como o apelido dos "Buffalo Soldiers" começou. De acordo com o "Buffalo Soldiers National Museum", o nome originou-se com os índios guerreiros Cheyenne, no inverno de 1867, a tradução Cheyenne literal seria "Búfalo selvagem". No entanto, o escritor Walter Hill documentou que de acordo com o coronel Benjamin Grierson, que fundou o 10 Regimento de Cavalaria, lembrando um campanha de 1871 contra a tribo Comanche a quem Hill atribuiu a origem do nome, devido às afirmações de Grierson. Algumas fontes afirmam que o apelido foi dado por respeito a capacidade dos combates ferozes da 10 cavalaria. Outras fontes afirmam que os nativos americanos chamavam as tropas de cavalaria de negros de "soldados búfalo" por causa de seu cabelo escuro encaracolado, que parecia um pelo do que chamam de búfalo, que na realidade se trata do animal Bisão ou Bisonte. Apontam ainda outras fontes para uma combinação de ambas as histórias. O termo "Buffalo Soldiers" se tornou um termo genérico para todos os soldados Afro-Americanos. Agora, é usado para as unidades do Exército dos EUA que traçam sua linhagem direta originada das Cavalarias 9 e 10, as unidades cujos serviços lhe valeu um lugar de honra na história dos EUA.